# Serritermitidae
Los serritermítidos (Serritermitidae) son una familia de termitas, que contiene los siguientes géneros.

## Géneros
- Serritermes
- Glossotermes